# 황한식
황한식(黃漢式, 1958년~)은 대한민국의 제22대 부산고등법원 법원장을 역임하고 원로법관에 지명된 서울중앙지방법원 부장판사 출신이다.

## 생애
황한식은 경상북도 영천시 출생이다. 경북고등학교와 한양대학교를 졸업하고 제23회 사법시험에 합격하여 사법연수원 13기를 수료했다. 1989년 9월에 수원지방법원 판사에 임용된 이후 1995년 3월 서울고등법원 판사와 1995년 9월 법원도서관 조사심의관을 거쳐 1999년 3월에 제주지방법원 부장판사가 되었다. 2002년 2월에 서울지방법원 2006년 2월에 특허법원 2007년 2월 대구고등법원에서 부장판사를 하였으며 2012년 9월 서울고등법원에서 수석부장판사가 되었다. 2013년 2월부터 1년동안 광주고등법원장과 제23대 광주광역시 선거관리위원장을 역임하였으며 2014년 2월에는 1년동안 제10대 서울동부지방법원장을 한 이후 서울고등법원 부장판사로 재판 현업에 복귀했다가 2017년 2월부터 부산고등법원장을 맡고 있다.
각급 법원에서 지적재산 업무에 관심을 갖고 꾸준히 연구해 법원 내 지적재산권법분야 재판의 전문가로 인정받아 특허법원과 서울고등법원 지적재산권전담부 재판장으로 "지적재산권 침해행위에 대해 일반 민사상의 불법행위책임을 물을 수 있다"고 최초로 인정한 헬로키티사건,  한국음악저작권협회가 스타벅스커피코리아를 상대로 낸 저작권 침해금지 등 청구 소송에서 1심 판결을 깨고 "매장에서 협회의 음악을 사용하는 것을 금지한다"며 원고 일부 승소로 판결한 스타벅스매장 음악방송의 저작권침해사건, 포털사진검색 상세보기의 저작권침해사건, 사단법인 한국음악저작권협회가 "협회에 대가를 지급하지 않고 음원을 이용하는 것은 저작권 침해"라며 KT를 상대로 낸 1억9400만원의 저작권사용료 지급 청구소송에서 원고 전부 승소한 1심을 깨고, "1억8800만원을 지급하라"고 원고 일부 승소판결한 통화연결음 부가서비스에 대한 저작권 이용료 청구사건, MCM 제품을 제조·판매하는 ㈜성주디앤디가 같은 종류의 가방 제조·판매업체인 D사를 상대로 제기한 부정경쟁행위금지 소송에서 1심을 깨고 원고패소 판결한 상표사용권이 없는 업자로부터 제공받은 유명 브랜드 가방을 경품으로 제공한 SKT의 손해배상책임사건, 대학교수가 "백남준 생전에 '백남준 미술관'에 대한 상표출원을 마쳤다”고 주장하며 '백남준 아트센터'를 건립한 경기문화재단을 상대로 낸 상표권침해금지청구소송에서 변리사에 대해 소송대리권 인정하지 않으며 원고패소 판결한 변리사의 소송대리권사건을 처리했다.
2013년 철도노동조합 파업 당시 지도부를 체포하려는 경찰의 공무집행을 방해한 혐의(특수공무집행방해치상)로 기소된 김정훈 전 전국교직원노동조합 위원장의 신청을 받아들여 형사소송법 제216조 1항 가운데 제200조의 2 부분에 대하여 "해당 조항이 규정하고 있는 실질적 요건은 '필요한 때'라는 문언이 거의 유일하다 법문만을 놓고 보면 '필요하다'고 판단한 경우 피의자에 대한 체포영장만 갖고 타인의 주거 등을 수색할 권한을 부여하고 있을 뿐 그 필요성의 의미를 명확히 밝히지 않고 있어 자의적인 법집행이 우려될뿐만 아니라 자신의 주거 등을 수색당하는 국민에게 예측가능성도 부여하고 있지 않다"고 하면서 헌법재판소에 위헌법률심판을 제청했다.
제22대 부산고등법원 법원장으로 있던 2019년 1월 28일에 있은 대법원 인사에서 원로법관으로 지명돼 1심 재판을 맡게 되면서 서울중앙지방법원 판사에 임명되었다.